# Powiat pułtuski

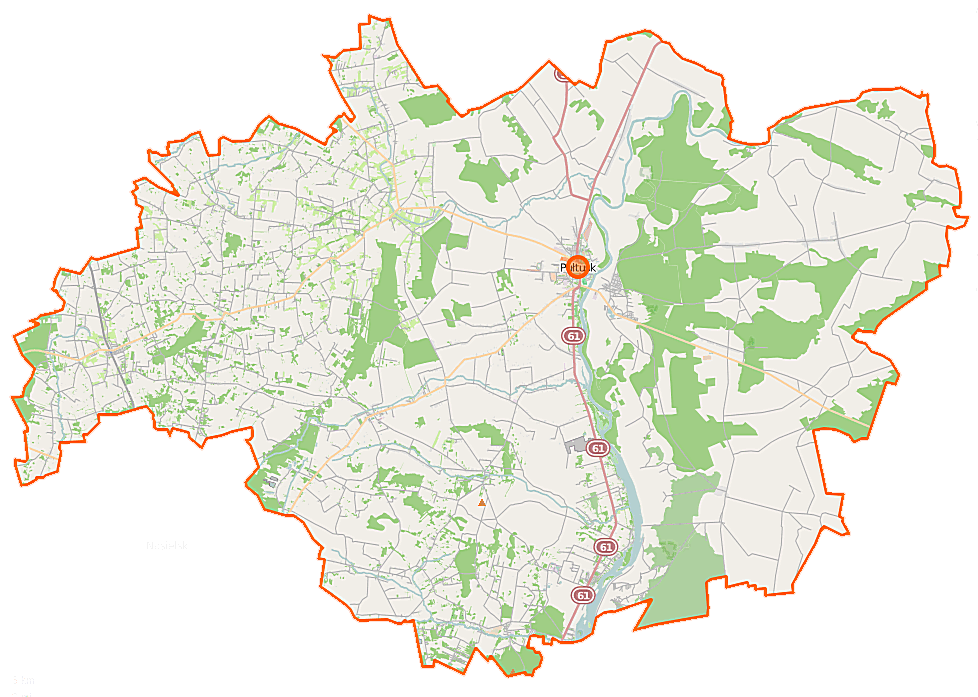
Mapa powiatu

Powiat pułtuski – powiat w Polsce (w północnej części województwa mazowieckiego), utworzony w 1999, w ramach reformy administracyjnej. Jego siedzibą jest miasto Pułtusk.
W skład powiatu wchodzą:
- gmina miejsko-wiejska: Pułtusk
- gminy wiejskie: Gzy, Obryte, Pokrzywnica, Świercze, Winnica, Zatory
- miasto: Pułtusk

Starostą pułtuskim w latach 1999–2007 był Tadeusz Nalewajk z PSL, późniejszy wiceminister spraw wewnętrznych i administracji.
Według danych z 31 grudnia 2019 roku powiat zamieszkiwały 51 824 osoby. Natomiast według danych z 30 czerwca 2020 roku powiat zamieszkiwało 51 817 osób.

## Historia
W latach 1946–1951 na terenie powiatu pułtuskiego w ramach podziemia niepodległościowego działał oddział Jana Kmiołka „Wira”.

## Demografia

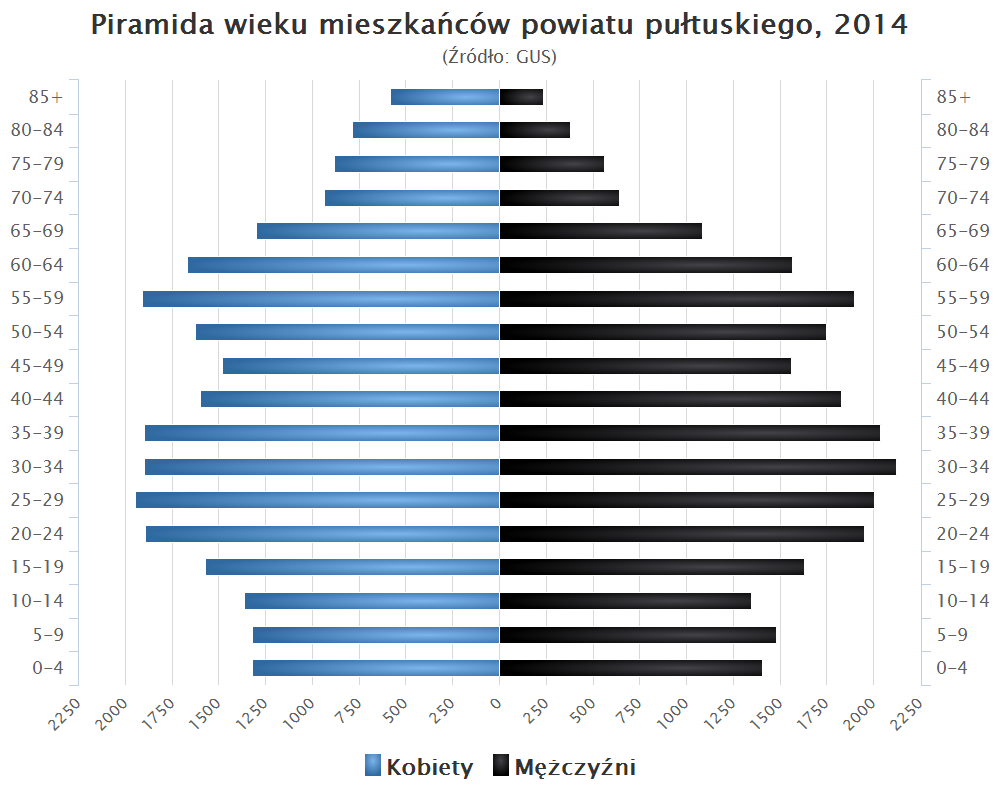
Piramida wieku mieszkańców powiatu pułtuskiego w 2014 roku

Liczba ludności (dane z 31 grudnia 2007):
|        | Ogółem | Ogółem | Kobiety | Kobiety | Mężczyźni | Mężczyźni |
| osób   | %      | osób   | %       | osób    | %         |           |
| ------ | ------ | ------ | ------- | ------- | --------- | --------- |
| Ogółem | 51 011 | 100    | 25 812  | 50,60   | 25 199    | 49,40     |
| Miasto | 19 156 | 37,55  | 10 060  | 19,72   | 9096      | 17,83     |
| Wieś   | 31 855 | 62,45  | 15 752  | 30,88   | 16 103    | 31,57     |

▶Wieś vs ▶miasto
Ogółem (▶k, ▶m)
Miasto (▶k, ▶m)
Wieś (▶k, ▶m)

## Sąsiednie powiaty
- powiat makowski
- powiat wyszkowski
- powiat legionowski
- powiat nowodworski
- powiat płoński
- powiat ciechanowski

## Poczet starostów
III Rzeczpospolita
- I kadencja (1999–2002) – Tadeusz Nalewajk
- II kadencja (2002–2006) – Tadeusz Nalewajk
- III kadencja (2006–2010) – Tadeusz Nalewajk (2006–2007), Andrzej Dolecki (2007–2010)
- IV kadencja (2010–2014) – Edward Marek Wroniewski
- V kadencja (2014–2018) – Jan Zalewski
- VI kadencja (2018–2023) – Jan Zalewski